# Gabelzahnmoose
Die Gabelzahnmoose (Dicranum) sind eine Gattung von Laubmoosen aus der Familie Dicranaceae.

## Merkmale
Moose dieser Gattung sind meist kräftige Pflanzen in oft ausgedehnten Rasen oder größeren Polstern. Die meist aufrechten, einfachen oder gegabelten Stämmchen können bis über 10 Zentimeter groß sein und sind mit einem mehr oder weniger dichten, weißlichen bis rotbraunen Rhizoidenfilz besetzt. Die Blätter sind gewöhnlich lanzettlich, oft sichelförmig einseitswendig, seltener gerade, oben oft rinnig-hohl und scharf oder stumpf gespitzt, besitzen differenzierte Blattflügelzellen und eine einfache bis zur Blattspitze reichende oder austretende Rippe. Die Blattzellen sind länglich-rechteckig bis linealisch, im oberen Blattteil oft kürzer bis rundlich-quadratisch. Die lange Seta trägt eine aufrechte bis geneigte und gerade oder gekrümmte Sporenkapsel mit lang geschnäbeltem Deckel und 16 bis zur Mitte gegabelten Peristomzähnen.

## Systematik und Arten
Manche Arten wurden in der Vergangenheit in die Gattung Orthodicranum (Bruch & Schimp.) Loeske ausgegliedert, beispielsweise die Arten Dicranum flagellare (Orthodicranum flagellare) oder Dicranum montanum (Orthodicranum montanum). Entsprechend der Systematik nach Stech & Frey wird dieser Abspaltung hier nicht gefolgt.
Angaben über die weltweite Artenanzahl sind je nach Quellen stark abweichend: nach Stech & Frey sind es 92 Arten, nach anderen Quellen 140 bis 150 Arten.
In Deutschland, Österreich und der Schweiz vorkommende Arten sind:
- Dicranum acutifolium
- Dicranum bonjeanii
- Dicranum brevifolium
- Dicranum dispersum
- Dicranum elongatum
- Dicranum flagellare
- Dicranum flexicaule
- Dicranum fulvum
- Dicranum fuscescens
- Dicranum majus
- Dicranum montanum
- Dicranum muehlenbeckii
- Dicranum polysetum
- Dicranum scoparium
- Dicranum spadiceum
- Dicranum spurium
- Dicranum tauricum
- Dicranum transsylvanicum
- Dicranum undulatum
- Dicranum viride